# Irena Kwiatkowska
Irena Kwiatkowska (Warschau, 17 september 1912 - Konstancin-Jeziorna, 3 maart 2011) was een Pools actrice die vooral bekendstond om haar cabaret en haar monologen. 
Kwiatkowska studeerde in 1935 af aan de Państwowy Instytut Sztuki Teatralnej. Tijdens de Tweede Wereldoorlog vocht ze mee met de Armia Krajowa tijdens onder meer de Opstand van Warschau. Hierna keerde ze succesvol terug naar het theater van waaruit ze doorgroeide tot televisieactrice. 
Kwiatkowska overleed op 3 maart 2011 in het "House of Veteran Actors of the Polish Stage".